# Liojoppa minor
Liojoppa minor là một loài tò vò trong họ Ichneumonidae.